# Бёрнс, Джон Энтони
Джон Энтони Бёрнс (англ. John Anthony Burns; 30 марта 1909, Fort Assinniboine, Монтана — 5 апреля 1975, Гонолулу) — американский политический деятель леволиберального толка. Бёрнс родился в Монтане и переселился на Гавайи в 1913 году, где стал полицейским детективом. Сыграв важную роль в Демократической революции 1954 года на островах, был вторым губернатором Гавайев с 1962 по 1974 год.

## Биография

### Ранние годы
Джон Бёрнс родился в Форт-Ассиннибойн, штат Монтана, 30 марта 1909 года. Он был старшим сыном Энн и Гарри Бёрнсов. Наречённый Гарри Джоном Бёрнсом, в подростковом возрасте он изменил своё имя на Джона Энтони Бёрнса. Отец Бёрнса служил в армии, и ему приказали отправиться в Форт-Шафтер на Гавайях, поэтому в 1913 году вся семья переселилась на Гавайи, и в итоге в Калихи. 
Когда Гарри Бёрнс оставил семью и своих четверых детей в 1919 году, мать устроилась работать уборщицей в медицинском центре армии им. Триплера (а затем почтмейстером в Форт-Шафтере и клерком в почтовом отделении Гонолулу) — пока она работала, о своих братьях и сестрах заботился маленький Бёрнс. 
В 1925 году Энн отправила Джона с братом в Канзас, где он учился в школе Иммакулата в Ливенворте, а затем перевёлся в среднюю школу Св. Бенедикта (ныне Академия Маур-Хилл-Маунтин) в Атчисоне. В 1927 году Бёрнс бросил школу и записался в армию, но покинул её ряды через год, вернулся на Гавайи и закончил своё образование в 1930 году.

### Политическая карьера
На своей работе Бёрнс снискал репутацию отзывчивого полицейского, налаживая тесные связи с представителями рабочего класса из многочисленных этнических групп, особенно среди лиц японского происхождения и коренных гавайцев. 
Став ключевым деятелем леволиберального крыла Демократической партии Гавайев, он собрал коалицию представителей своей партии, Коммунистической партии Гавайев, ILWU (Международный союз портовых и складских рабочих), других организованных рабочих групп, ветеранов 442-го пехотного полка и других американцев японского происхождения (нисэй и интернированных японцев) для укрепления партии. Он собирался опереться на рабочие организации и дискриминированные группы для изменения политической системы и статуса Территории Гавайи. 
С 1948 года он играл центральную роль в процессах (включая подъём стачечного движения), приведших к «Гавайской демократической революции 1954 года», занимая различные руководящие должности в местной Демократической партии (кульминацией которых стало председательство в территориальной организации партии в 1952 году). В 1956 году он был избран делегатом от партии на Гавайях, и в этом качестве сыграл важнейшую роль в лоббировании предоставлению островов статуса штата, что было достигнуто 12 марта 1959 года, когда соответствующий законопроект подписан президентом Дуайтом Эйзенхауэром. Он стремился стать первым губернатором нового штата, но проиграл выборы губернатора территории Уильяму Ф. Куинну.

### Губернаторство

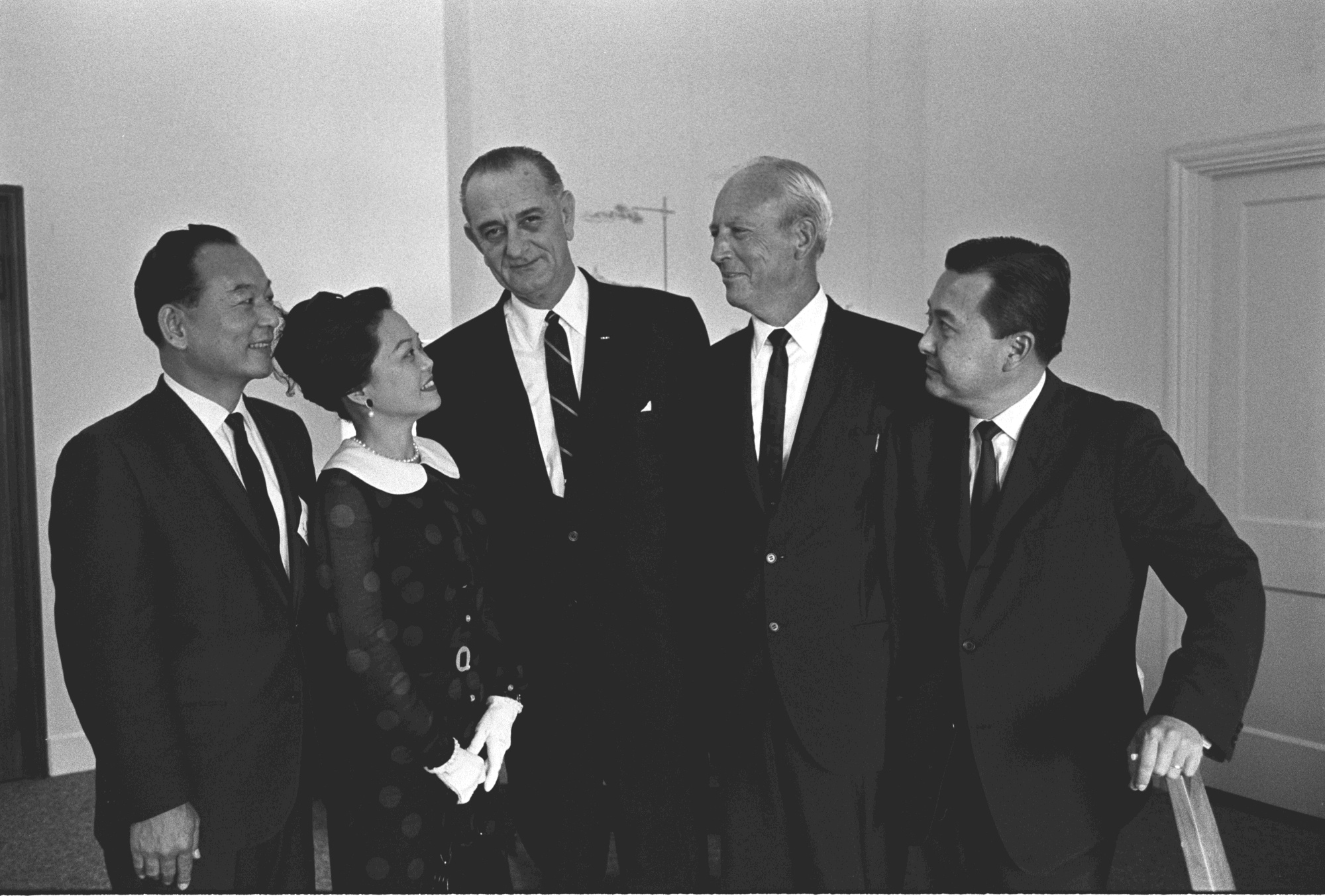
Конгрессмены от Гавайских островов Спарк Мацунага и Пэтси Минк, президент Линдон Джонсон, губернатор Джон Бёрнс и сенатор от Гавайев Дэниел Иноуэ

Три года спустя, в 1962 году, Бёрнс победил на выборах губернатора. Губернатор Бёрнс осуществлял ведущую роль в стимулировании экономики штата и привлечении иностранного туризма и инвестиций. Его достижения включают продвижение Гавайев в качестве центра океанографии, строительство нового здания Капитолия штата и расширение Гавайского университета посредством привлечения студентов и преподавателей со всего света. Бёрнс поддержал строительство расширенного международного аэропорта Гонолулу с новой взлетно-посадочной полосой и строительство автомагистрали H-3.
Кроме того, он поддержал планирование на будущее, учредив Гавайскую комиссию по 2000 году, что в конечном итоге привело к разработке политики качественного роста для штата Гавайи. Это дополнялось Государственным планом землепользования на Гавайях. Наконец, при губернаторе Бёрнсе Гавайи вышли на лидерские позиции в области управления окружающей средой, создав Управление контроля качества окружающей среды при офисе губернатора для координации экологической политики штата.
Бёрнс был переизбран в 1966 и 1970 годах, каждый раз с новым вице-губернатором. Так, разногласия с его заместителем с 1966 года Томасом Джиллом привели к тому, что в 1970 году тот бросил вызов Бёрнсу на демократических праймериз, представляя себя реформатором, выступающим против укоренившейся коррумпированной политической машины. Он почти выиграл, хотя Бёрнс потратил куда больше средств на свою изощренную избирательную кампанию, включавшую дорогую телевизионную рекламу. Большая часть японского населения штата осталась верна Бёрнсу, который в 1950-х существенно расширил их представительство и влияние в органах власти. До поражения Нила Эберкромби в 2014 году это была самая тесная гонка на губернаторских праймериз Гавайев. Бывший напарник Бёрнса в 1970 году, Джордж Ариёси, сменил своего начальника на посту губернатора в 1974 году, победив Джилла на праймериз Демократической партии.

### Болезнь и смерть
Из-за рака Бёрнс стал нетрудоспособнобен к октябрю 1973 года. Третий избранный вице-губернатор при Бёрнсе, Джордж Ариёси, стал исполняющим обязанности губернатора до конца третьего срока Бёрнса. Бёрнс умер 5 апреля 1975 года в Гонолулу.